# Fiumicello
Fiumicello är en ort och tidigare kommun i kommunen Fiumicello Villa Vicentina i provinsen Udine i regionen Friuli-Venezia Giulia i Italien. 
Fiumicello upphörde som kommun den 1 februari 2018 och bildade med den tidigare kommunen Villa Vicentina den nya kommunen Fiumicello Villa Vicentina. Den tidigare kommunen hade 4 972 invånare (2017).